# Botan
BotanはBSDライセンスでリリースされたC++で書かれた暗号ライブラリーである。
Botanは幅広く暗号アルゴリズム、フォーマット、プロトコル、例えばSSLとTLSを提供している。
BotanはMonotone分散リビジョンコントロールプログラム、OpenDNSSECシステム、ISCのKea DHCPサーバーなどで利用されている。
このプロジェクトは元々OpenCLと呼ばれていたが、これは現在ではAppleとクロノス・グループがヘテロジニアスシステムプログラミングフレームワークが使っている名前である。2002年にBotanと名称変更された。

2007年にドイツのFederal Office for Information SecurityはFlexSecure GmbHと契約し、ePassportのためのCard Verifiable Certificateの実装をBotanに追加した。
修正されたBotanはInSiToという名称でリリースされた。

2015年からドイツのFederal Office for Information Securityは、Botanのドキュメンテーションやテストスイート、機能を改善することを含むプロジェクトに資金を提供し、
2017年には「増加するセキュリティー要求に対応したアプリケーション」に適したライブラリーとして、評価され推奨された。